# Святе Озеро (пам'ятка природи)
Святе́ О́зеро — зоологічна пам'ятка природи загальнодержавного значення в Україні. Розташована в Золотоніському районі Черкаської області, неподалік від села Коробівки. 
Площа 25 га. Статус з 1975 року. 
Охороняється ділянка акваторії Кременчуцького водосховища, поросла водно-болотною рослинністю, що є місцем оселення кількох сімей бобрів та гніздування водоплавних птахів.